# 岩崎隆夫
岩崎 隆夫（いわさき たかお、1947年12月16日 - 2012年8月25日）は、日本の経営者。クレハ社長、会長を務めた。

## 来歴・人物
宮城県出身。1971年に東北大学工学部応用化学科を卒業し、同年に当時の呉羽化学工業（現・クレハ）に入社した。2003年6月に取締役に就任し、2007年6月に社長に就任。2012年9月に取締役相談役に就任。
2012年8月25日、前立腺がんのために死去。64歳没。